# Otto Steinert
Otto Steinert (ur. 12 lipca 1915 w Saarbrücken, zm. 3 marca 1978 w Essen) był niemieckim fotografikiem.
Z wykształcenia lekarz, w dziedzinie fotografii był samoukiem. Po II wojnie światowej od 1948 roku pracował w Staatliche Schule für Kunst und Handwerk w Saarbrücken, w roku 1952 został jej dyrektorem. od 1959 wykładał na Folkwang Hochschule w Essen.
Wraz z kilkoma innymi niemieckimi fotografami założył grupę Fotoform, a następnie utworzył ruch pod nazwą Subjektive Fotografie. W roku 1951 wraz z Hannesem Neunerem, Theo Sieglem i historykiem sztuki Josefem Adolfem Schmollem zorganizował wystawę Subjektive Fotografie prezentowaną w Europie, a następnie w Rochester. W latach 1954 i 1958 zorganizowano dwie kolejne edycje tej wystawy - Subjektive Fotografie II-III. Dewizą tych wystaw było podkreślenie twórczej osobowości fotografa, przy jednoczesnym odcięciu się od fotografii komercyjnej, funkcjonalnej, jak również dokumentalnej.
Fotografie Steinerta stanowią obecnie część kolekcji fotografii Museum Folkwang w Essen.